# Lista de dinossauros da América do Norte

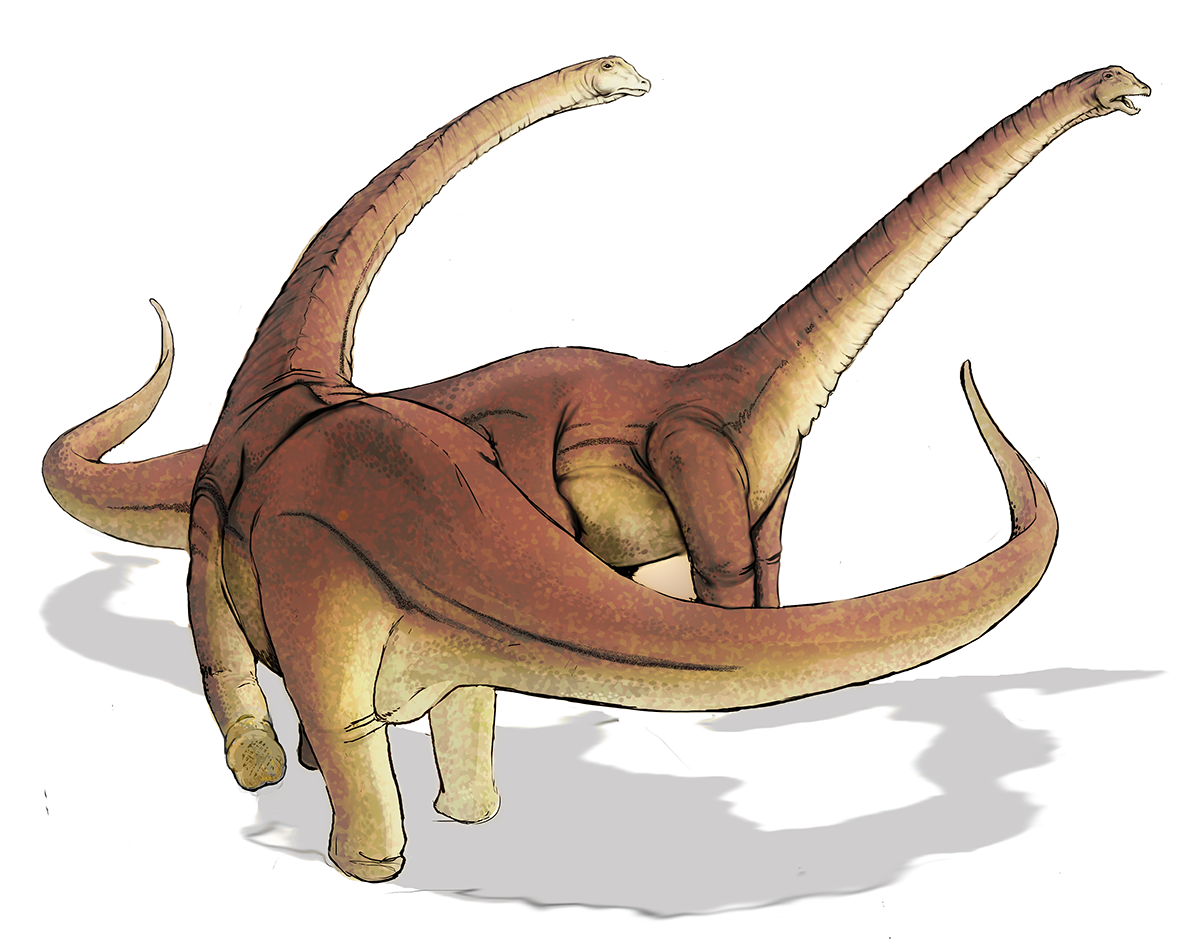
Alamosaurus

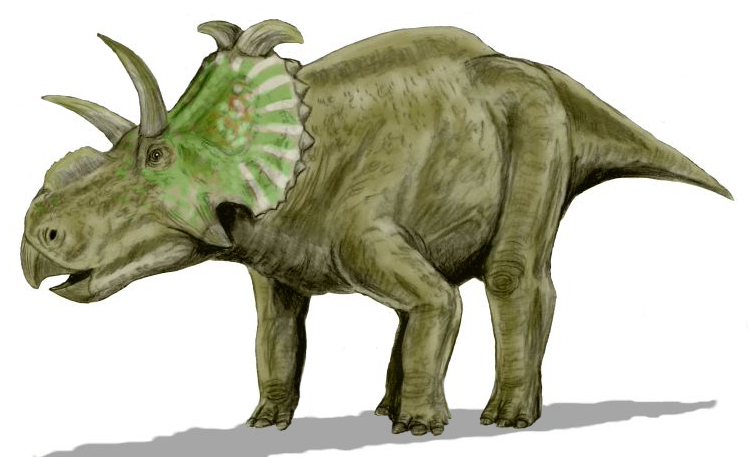
Albertaceratops

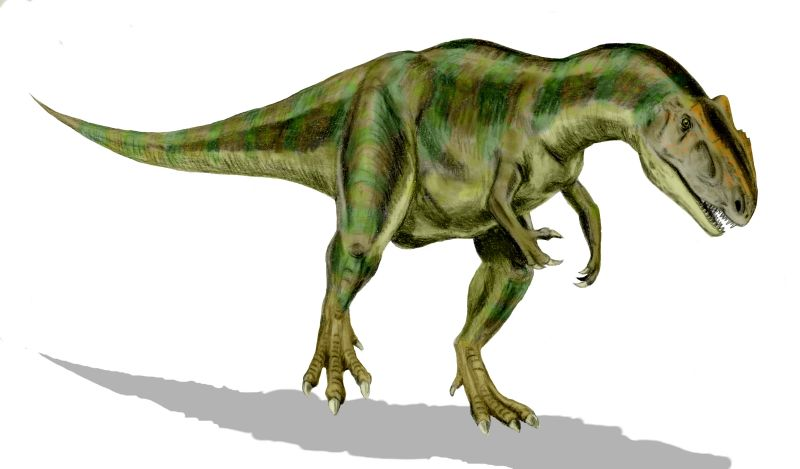
Allosaurus

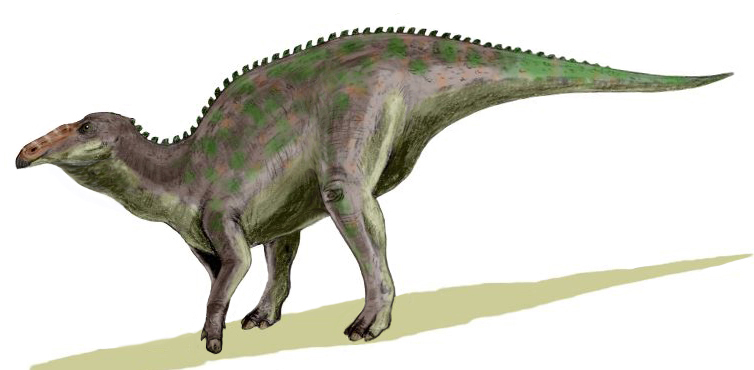
Anatotitan

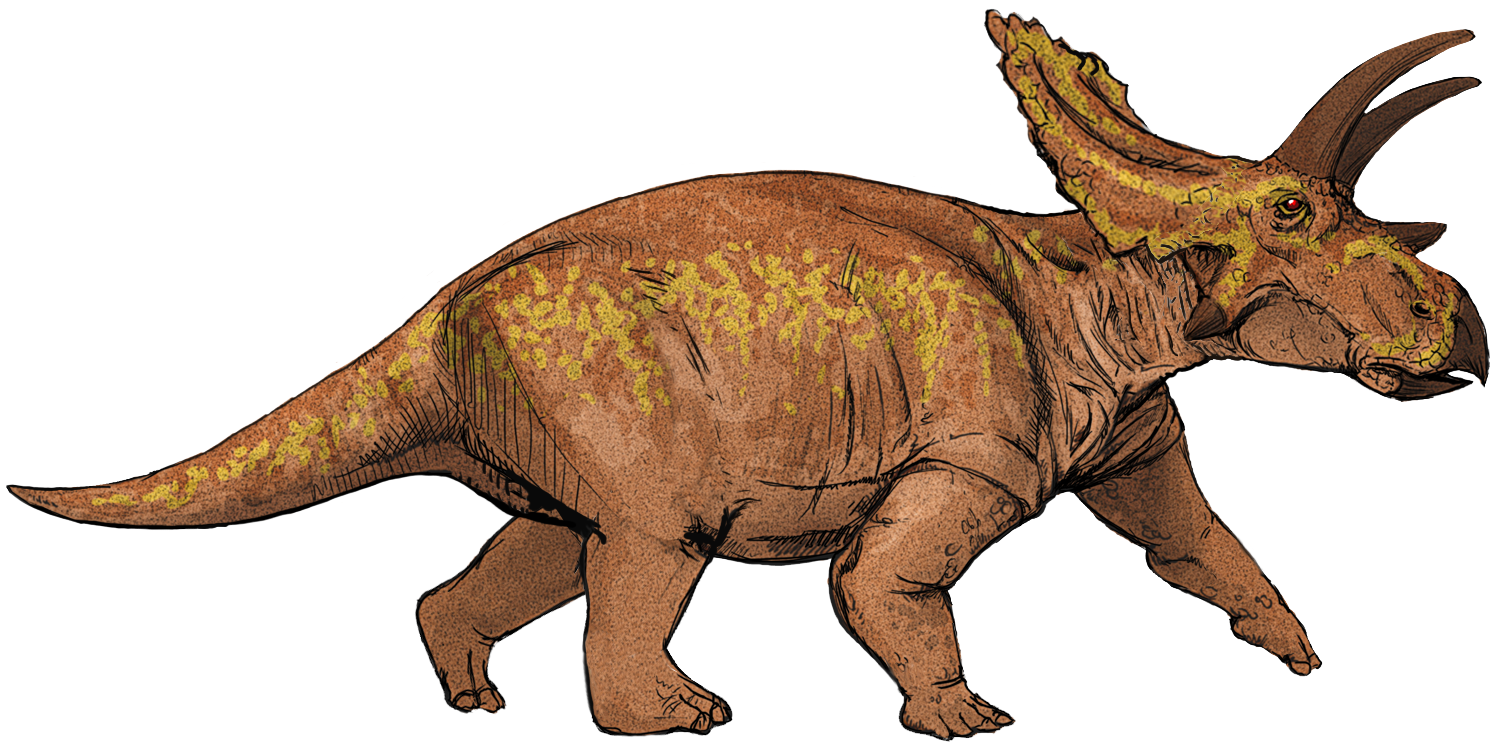
Anchiceratops

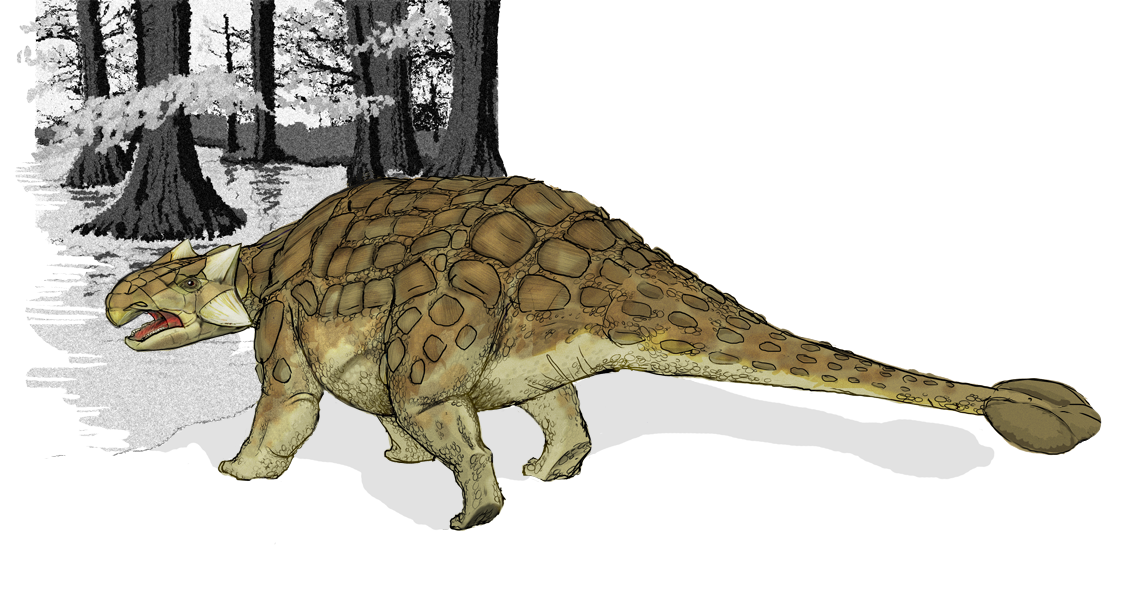
Ankylosaurus

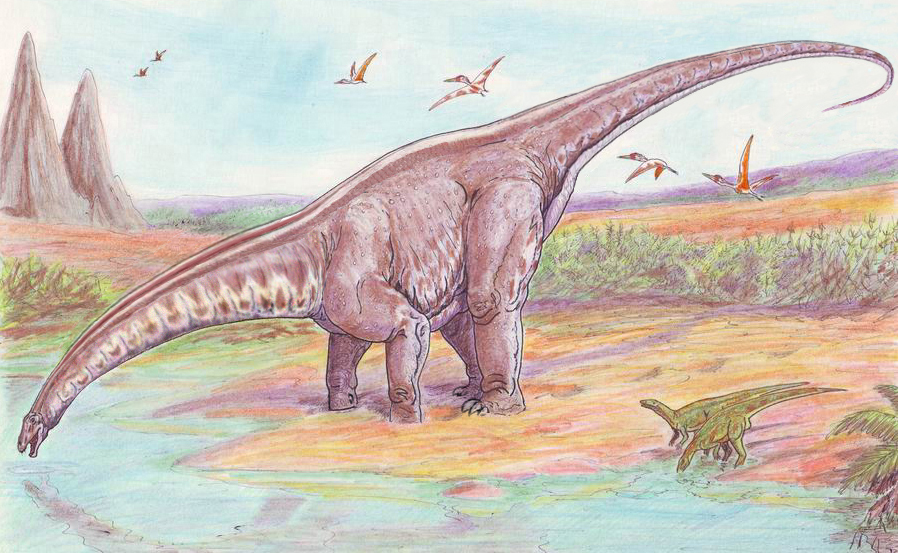
Apatosaurus

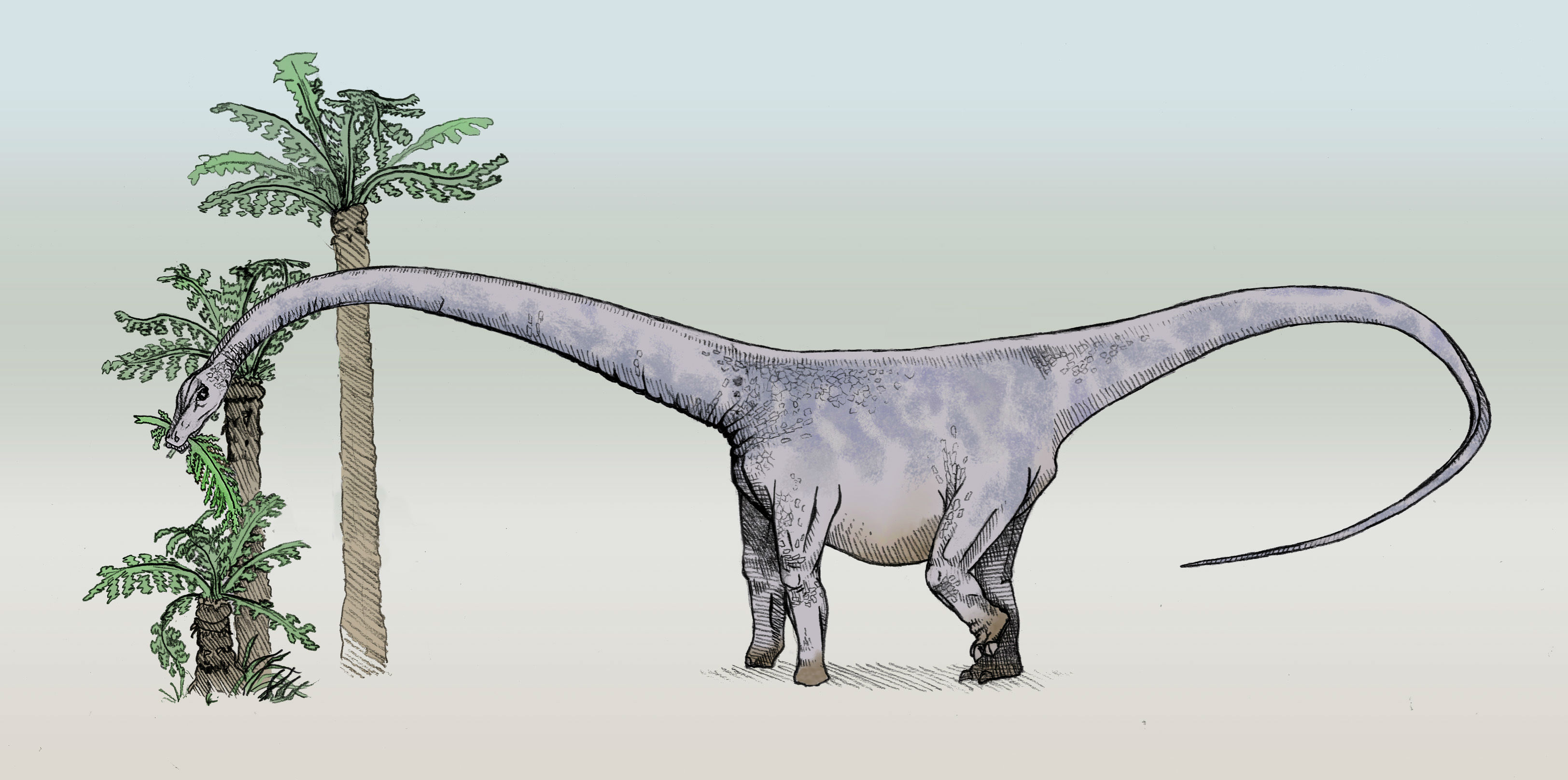
Barosaurus

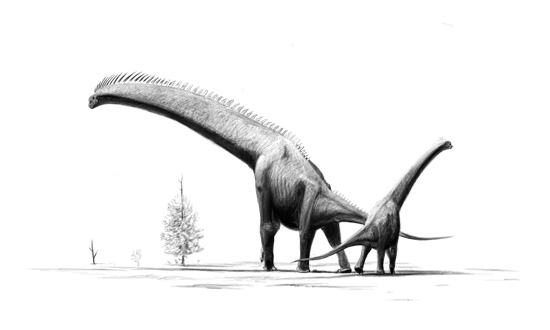
Brachiosaurus

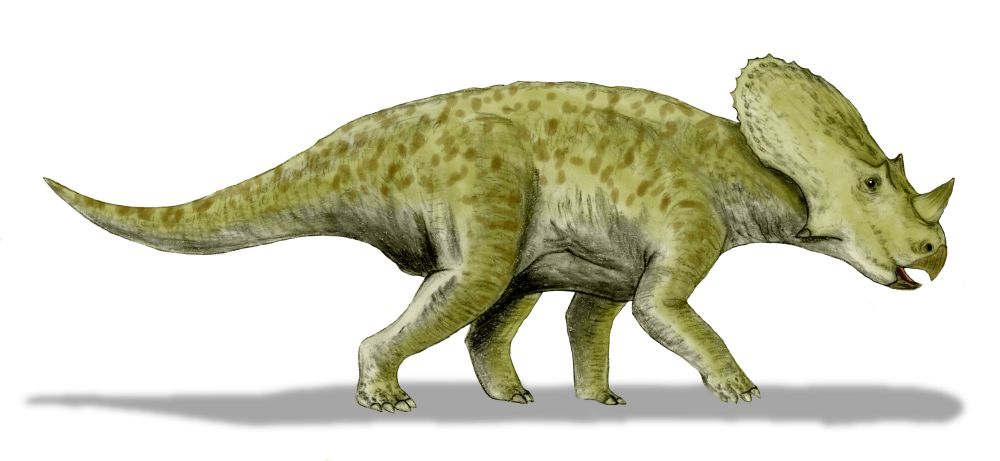
Brachyceratops

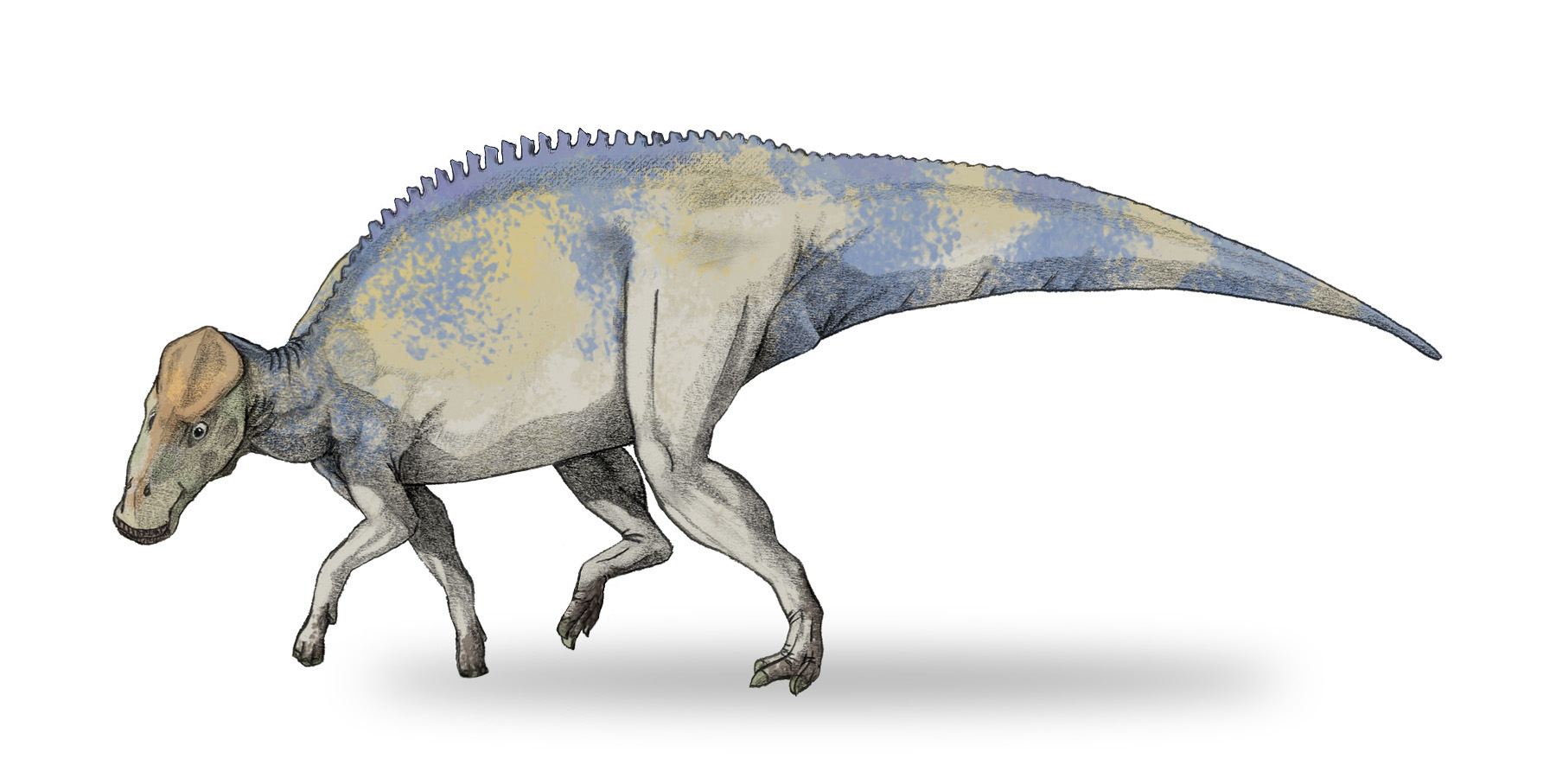
Brachylophosaurus

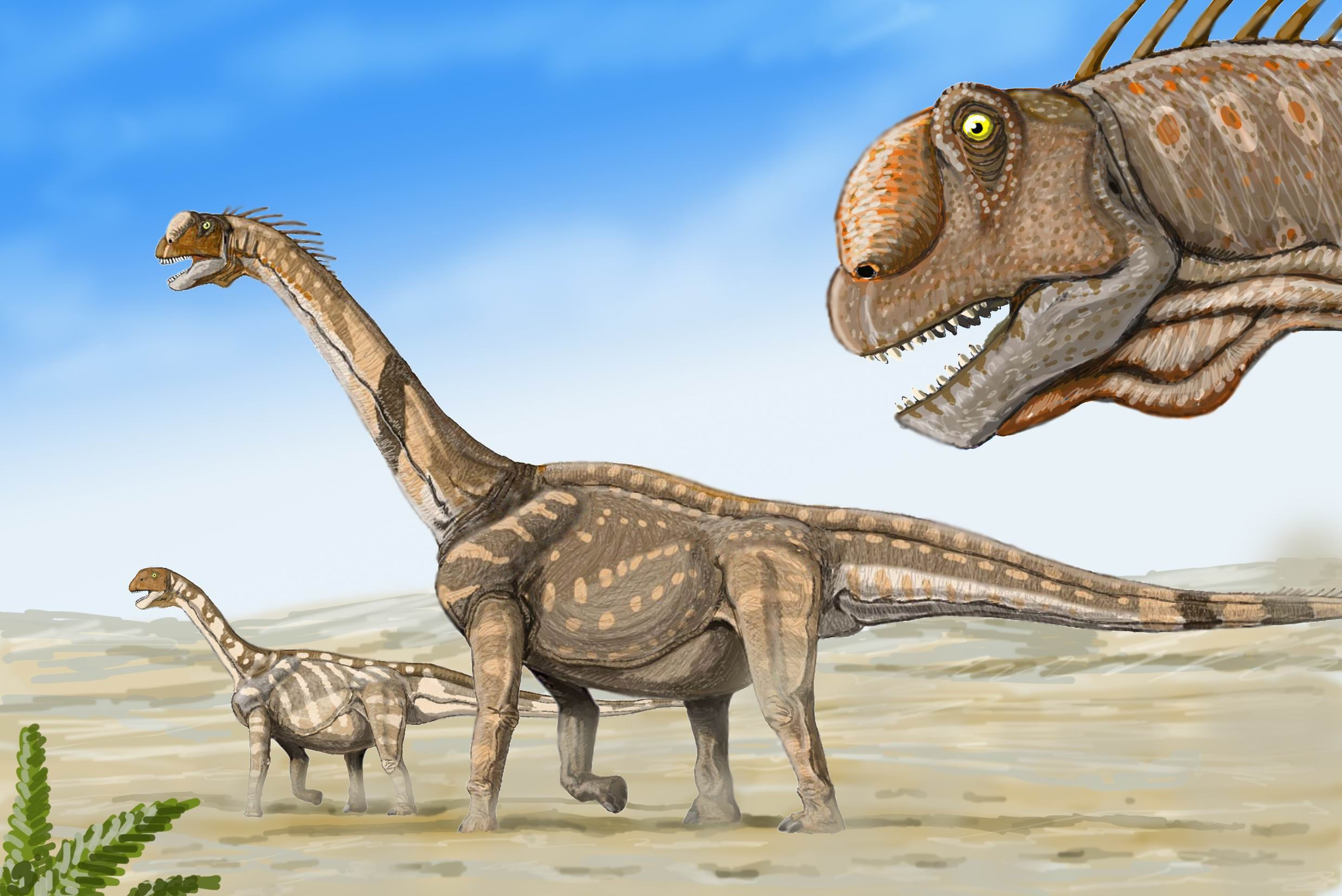
Camarasaurus

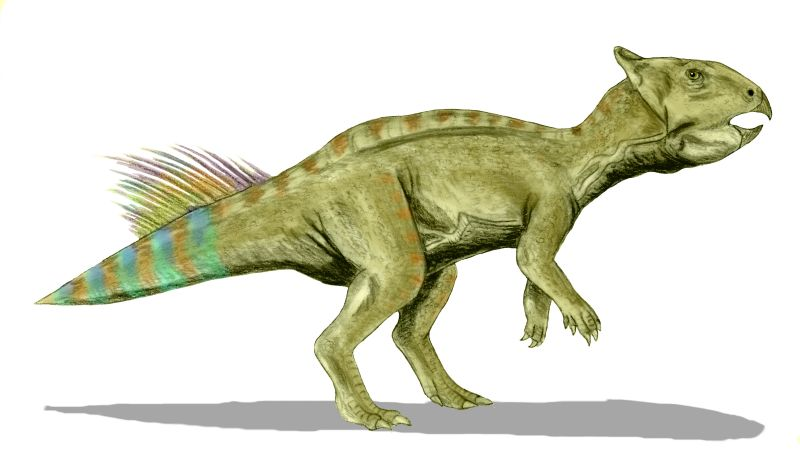
Cerasinops

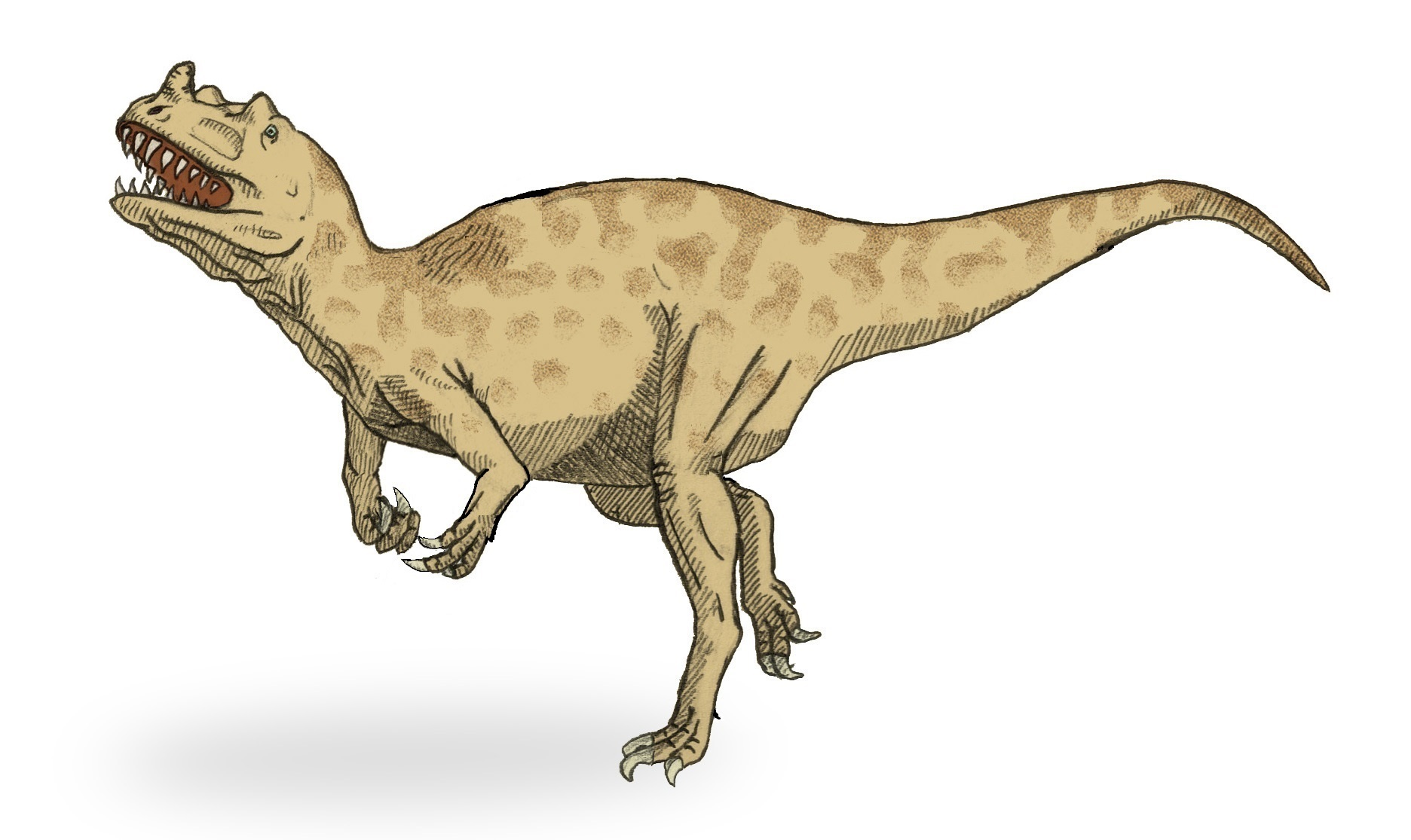
Ceratosaurus

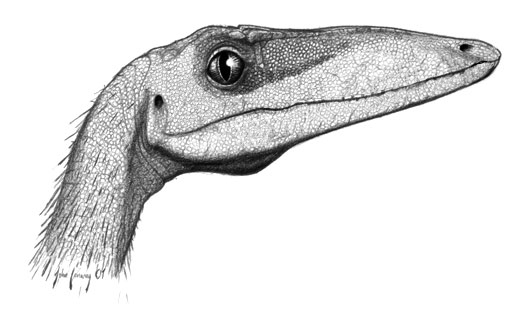
Coelophysis

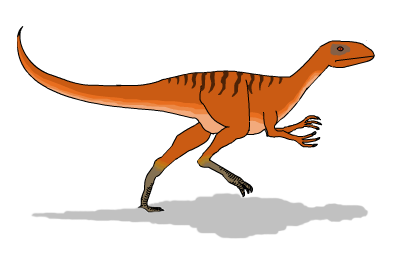
Coelurus

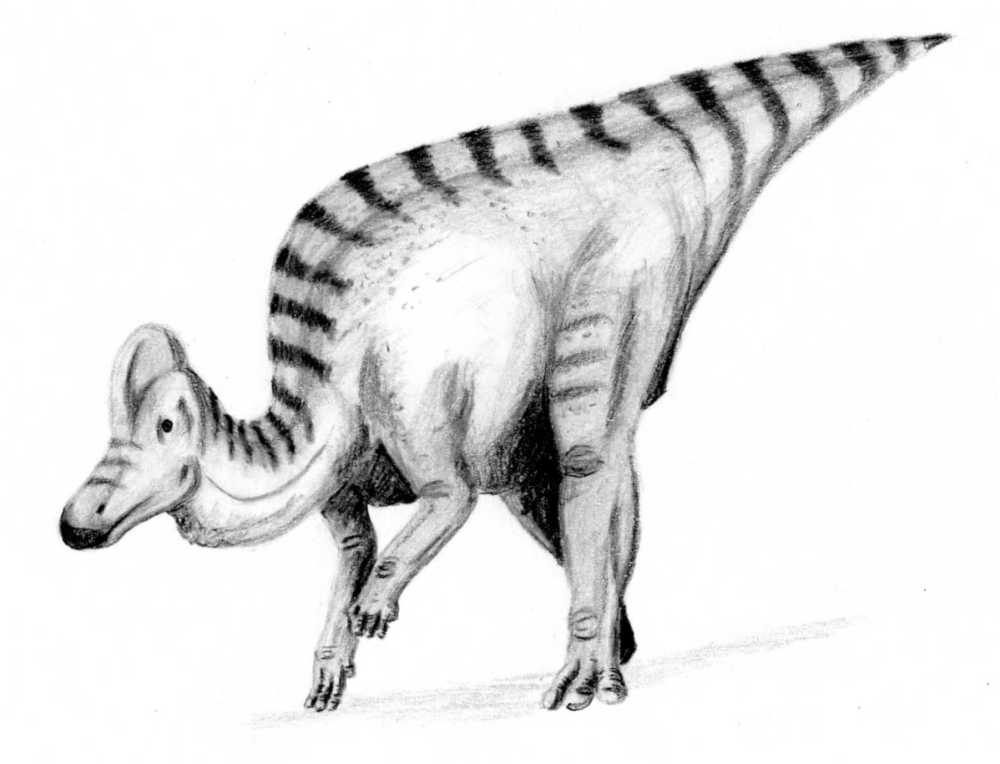
Corythosaurus

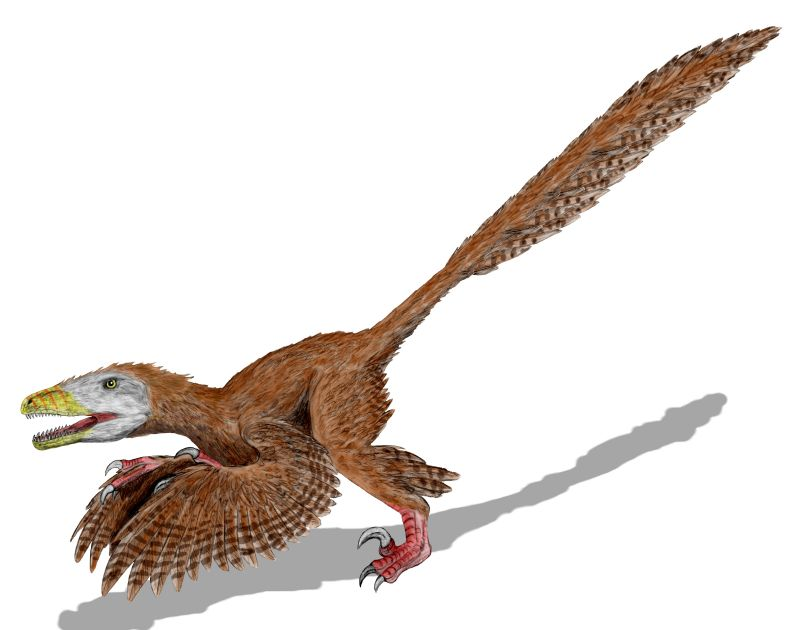
Deinonychus

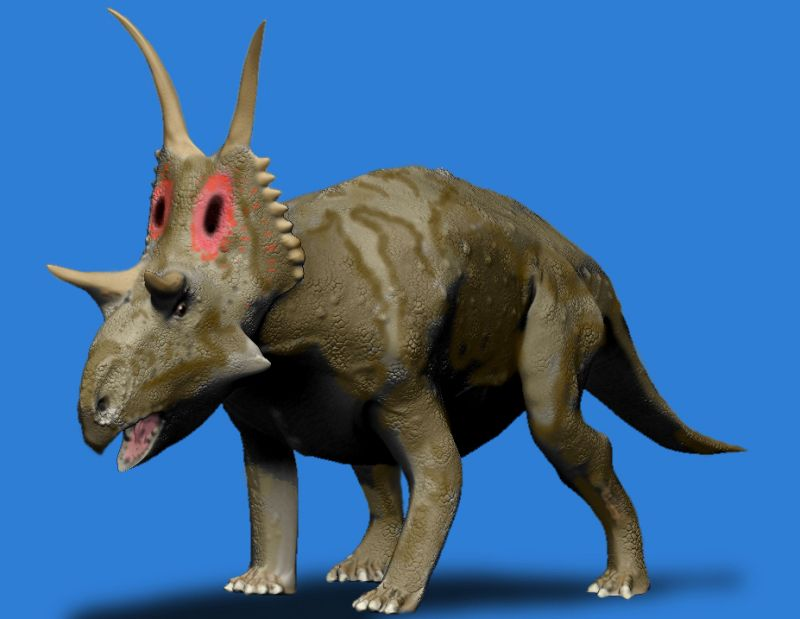
Diabloceratops

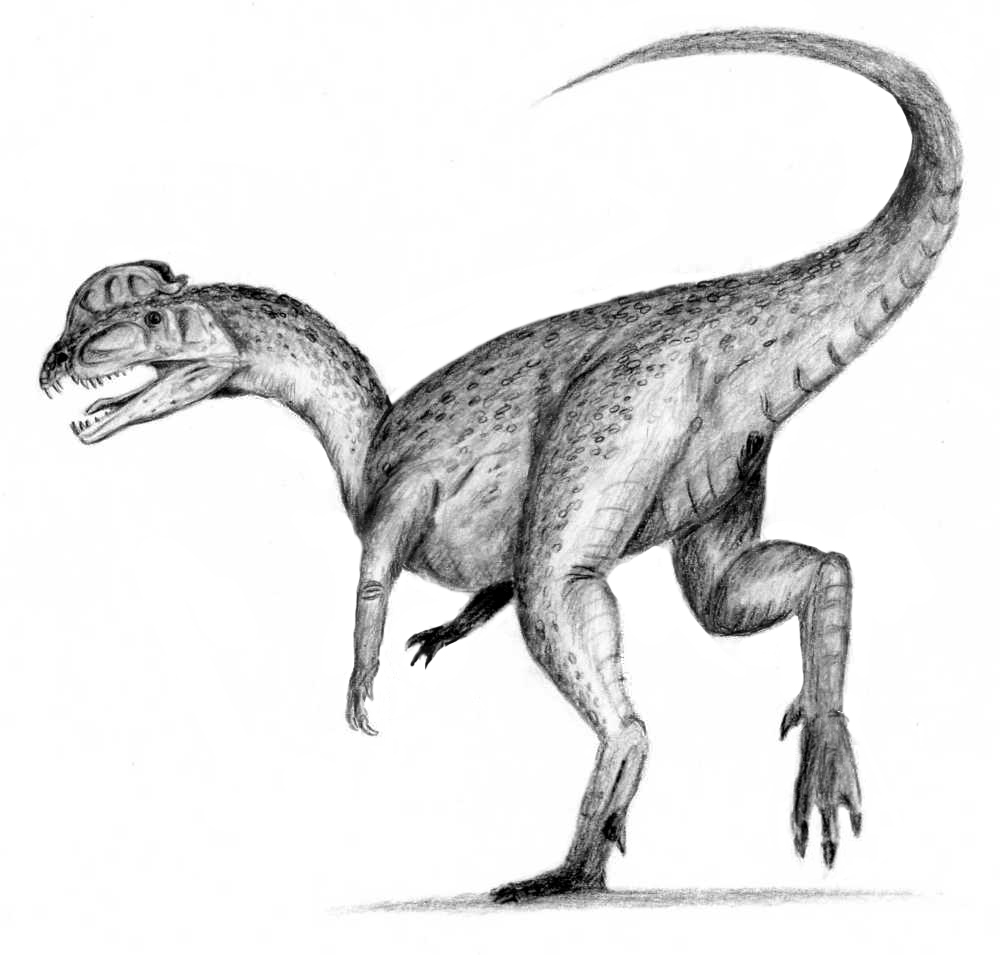
Dilophosaurus

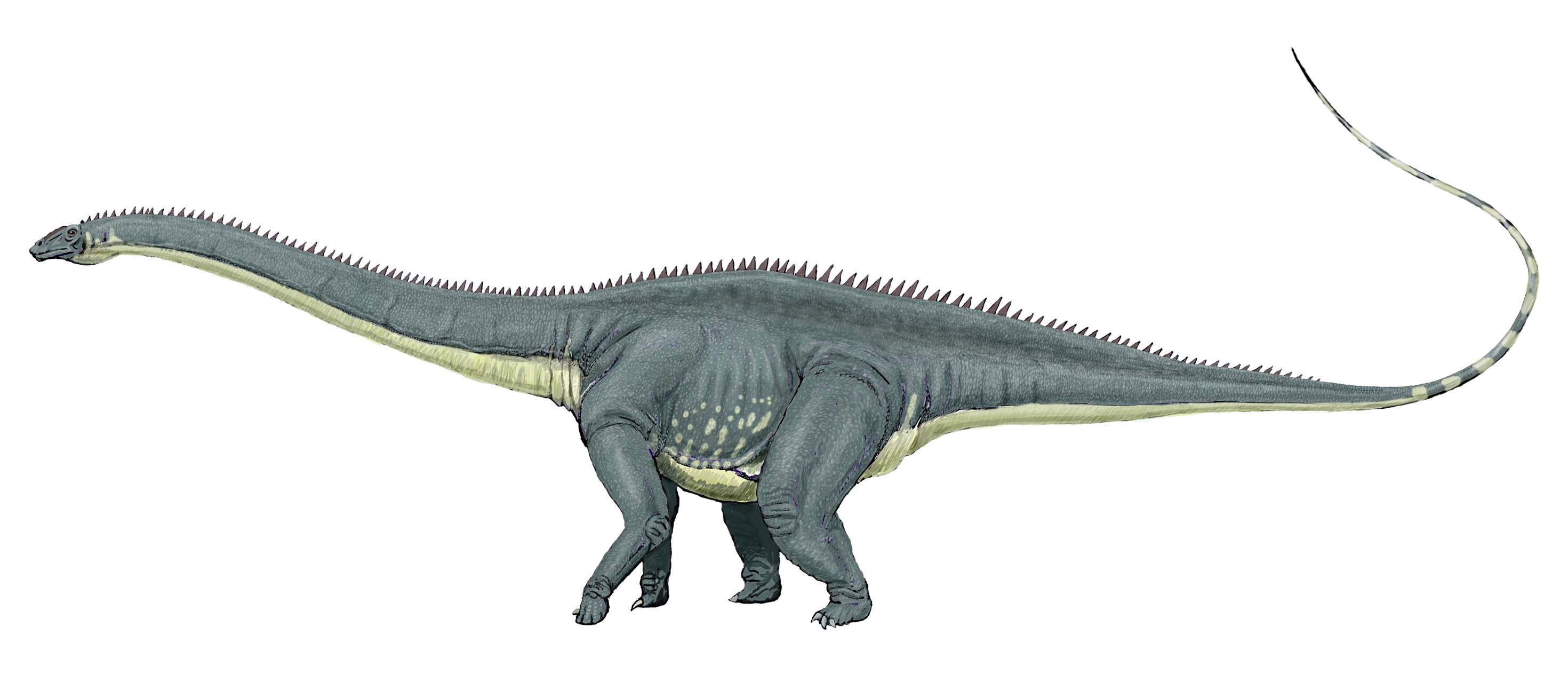
Diplodocus

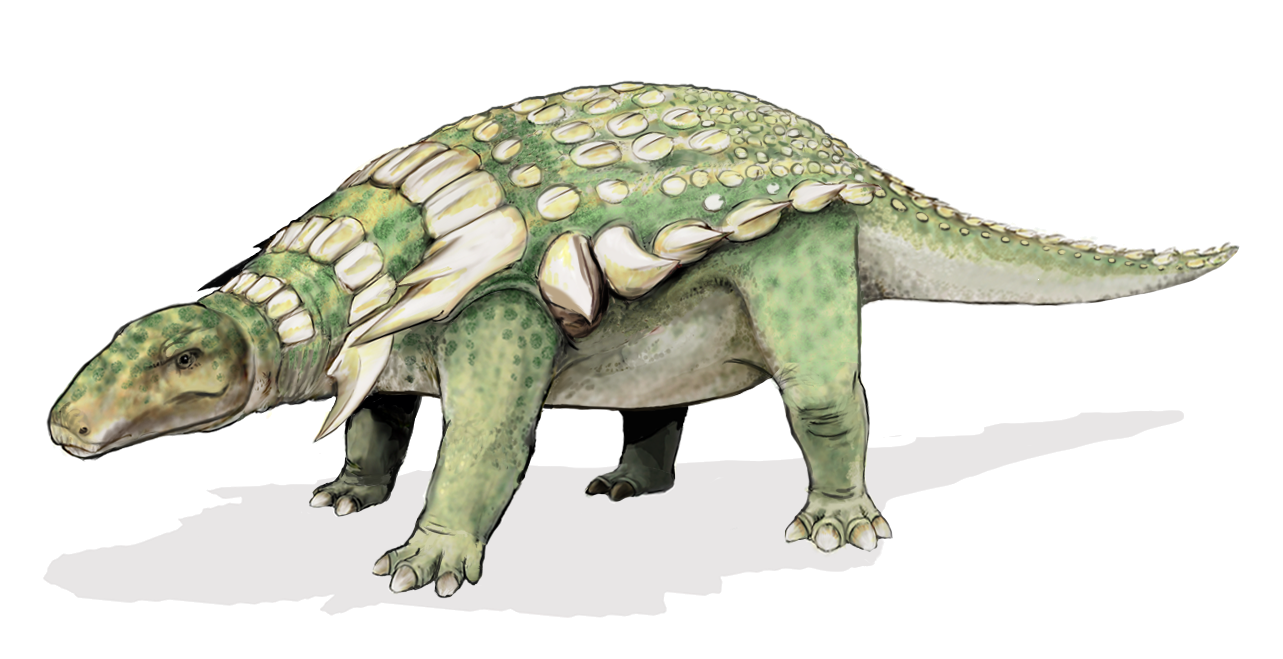
Edmontonia

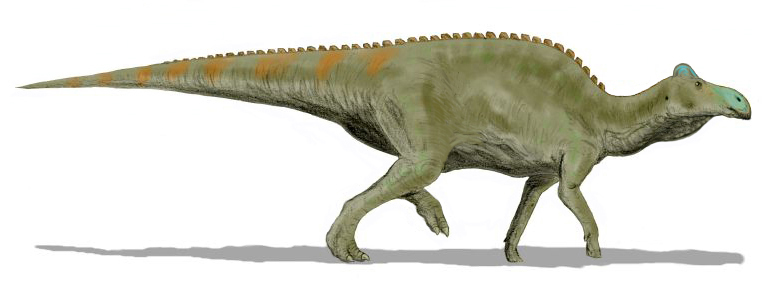
Edmontosaurus

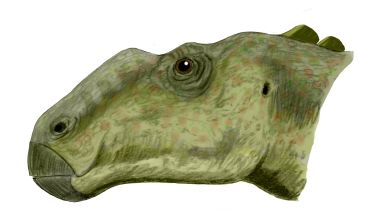
Gryposaurus

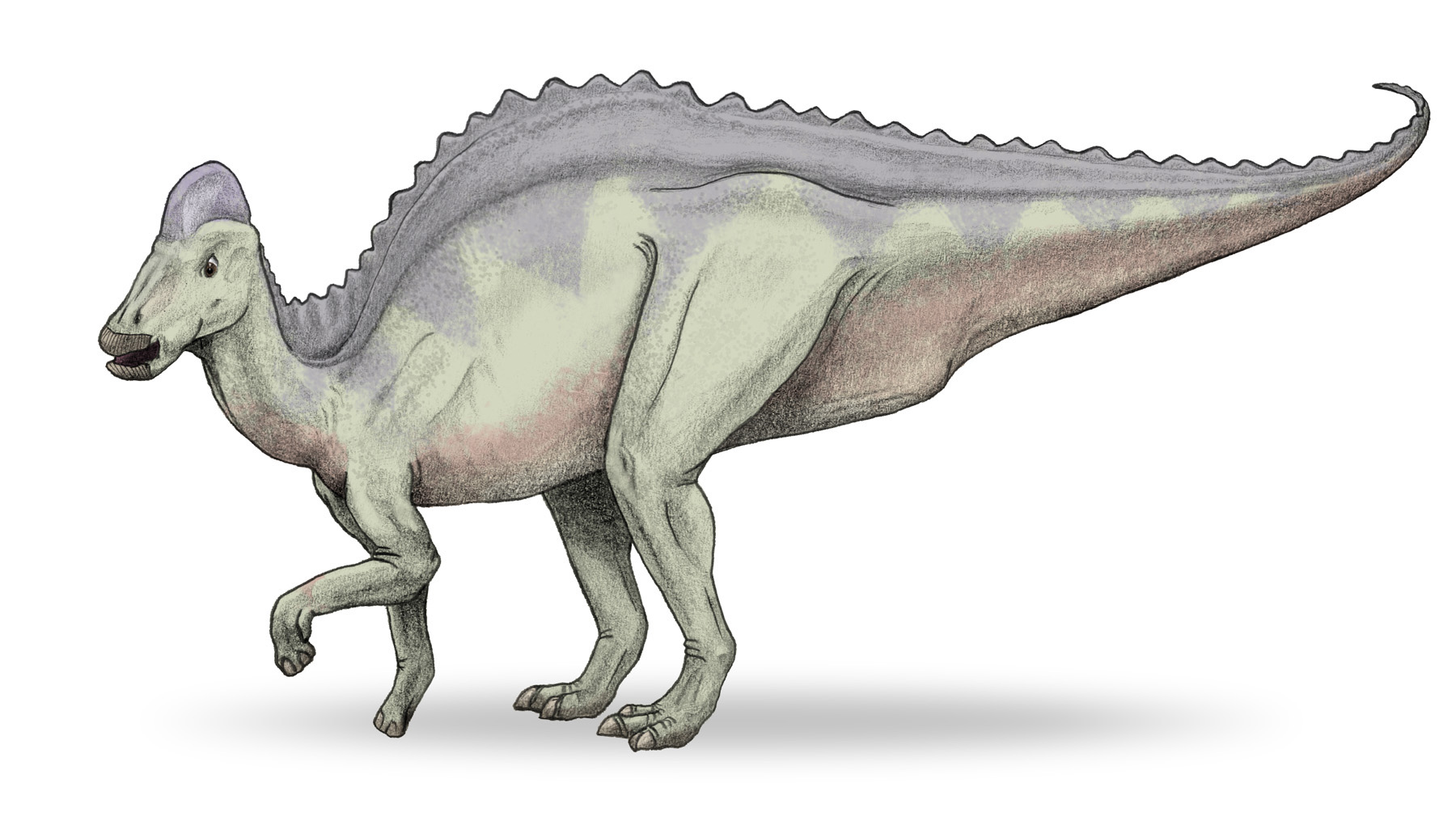
Hypacrosaurus

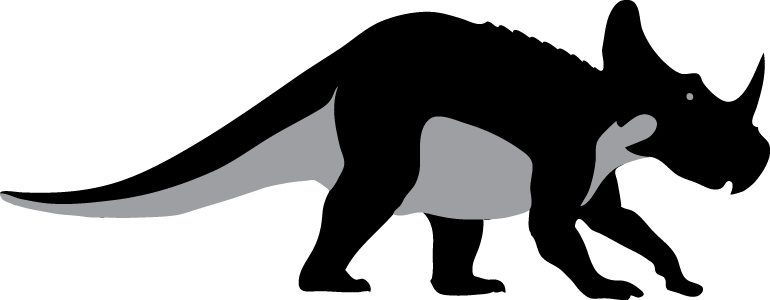
Monoclonius

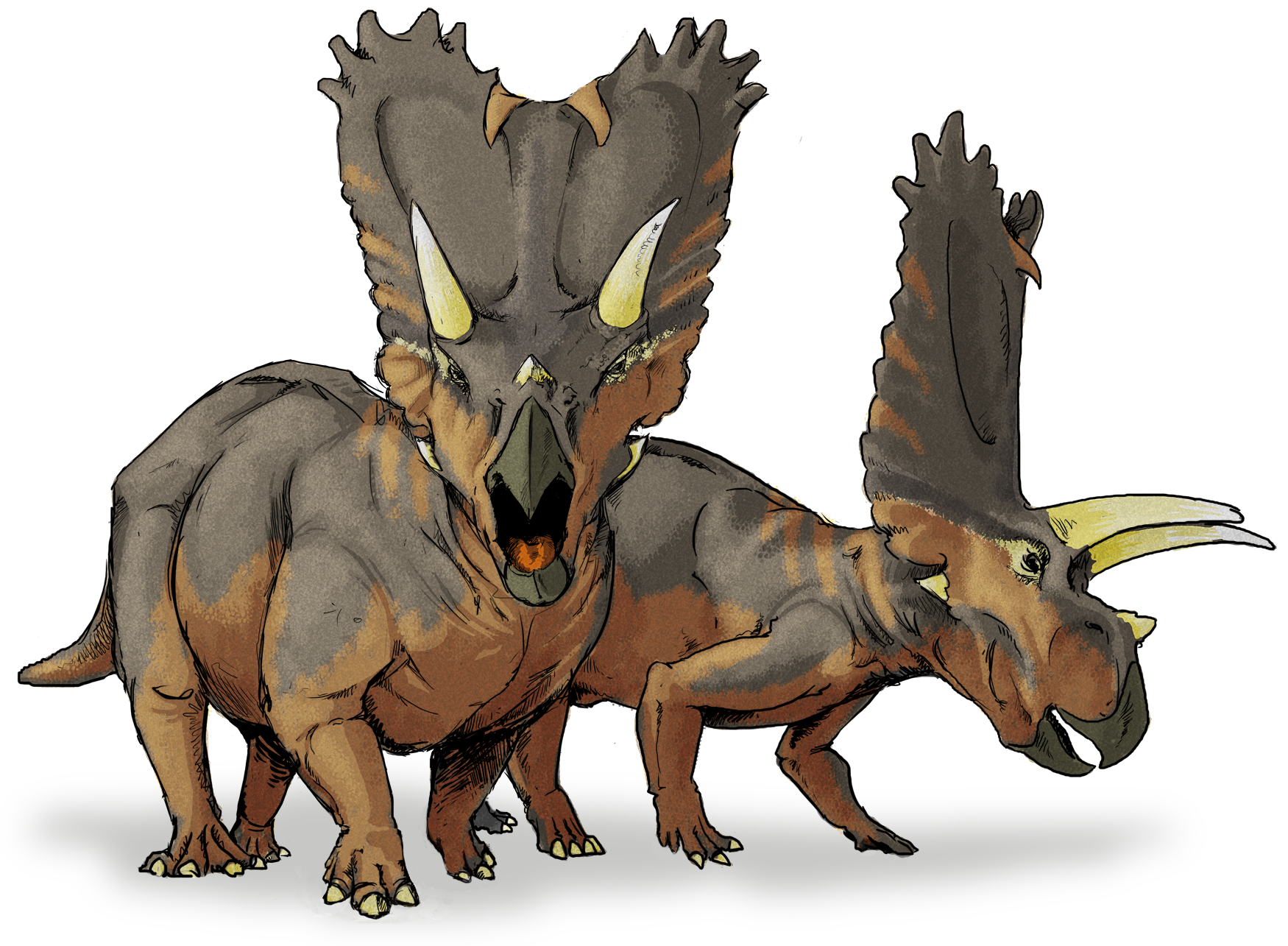
Pentaceratops

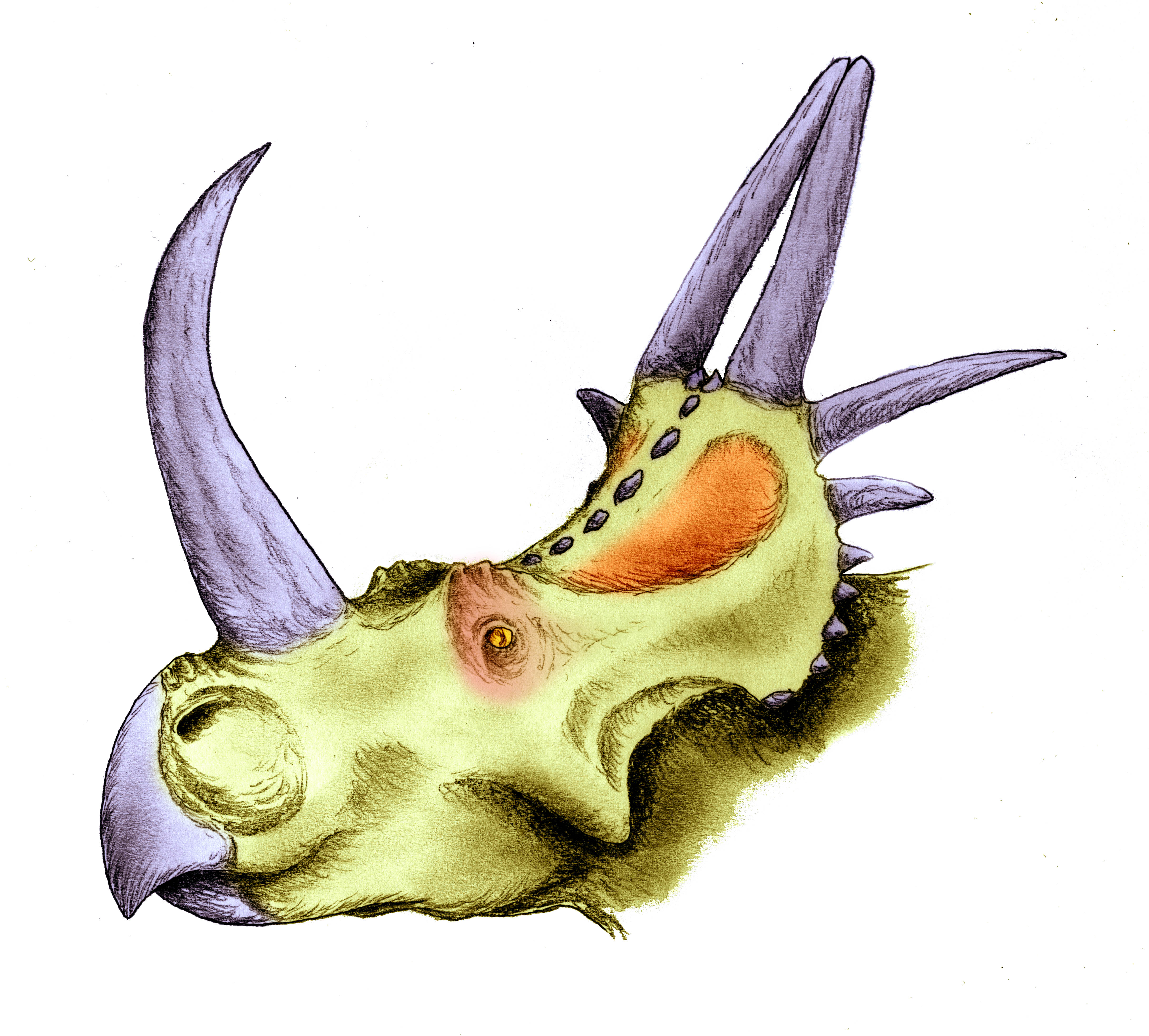
Rubeosaurus

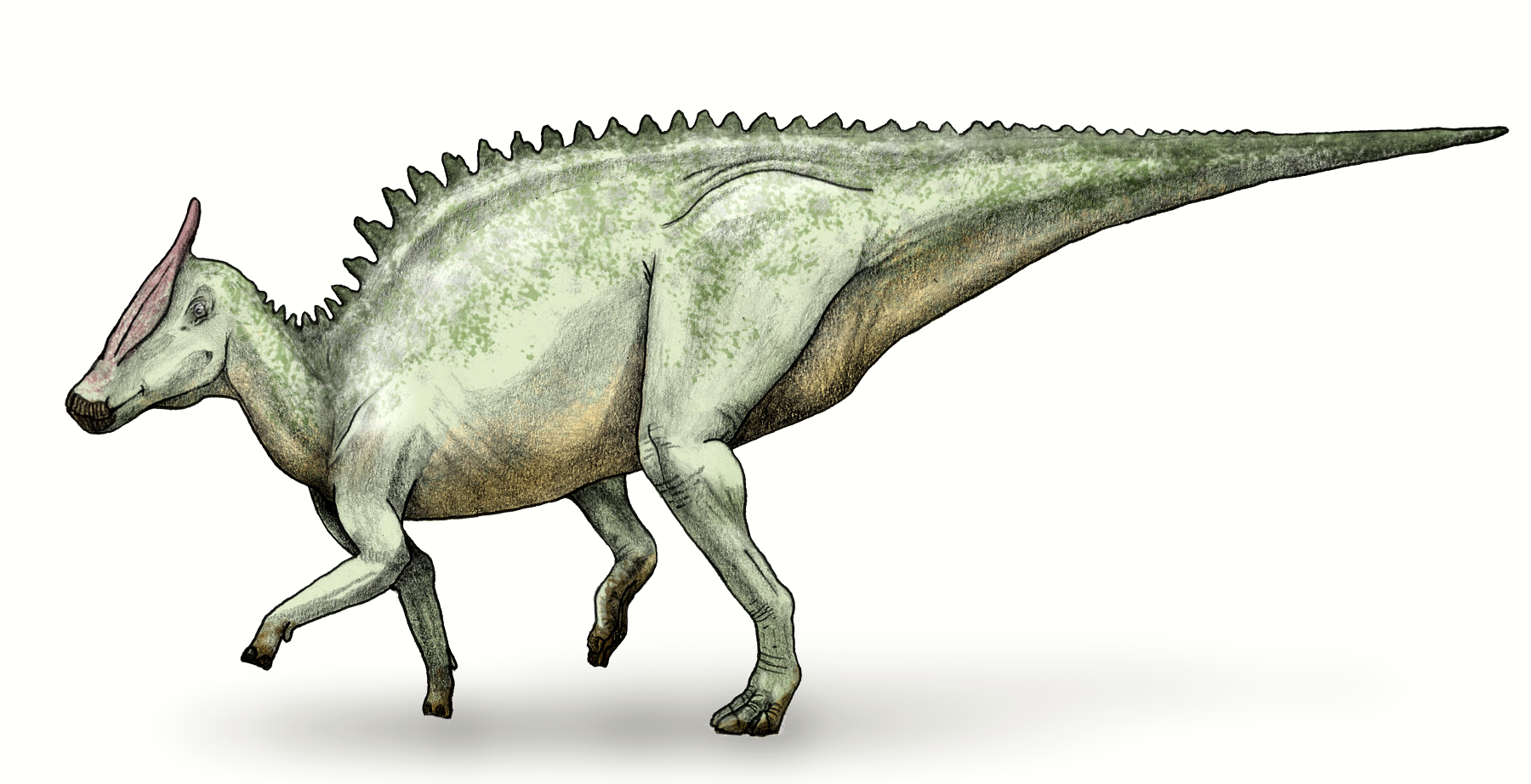
Saurolophus

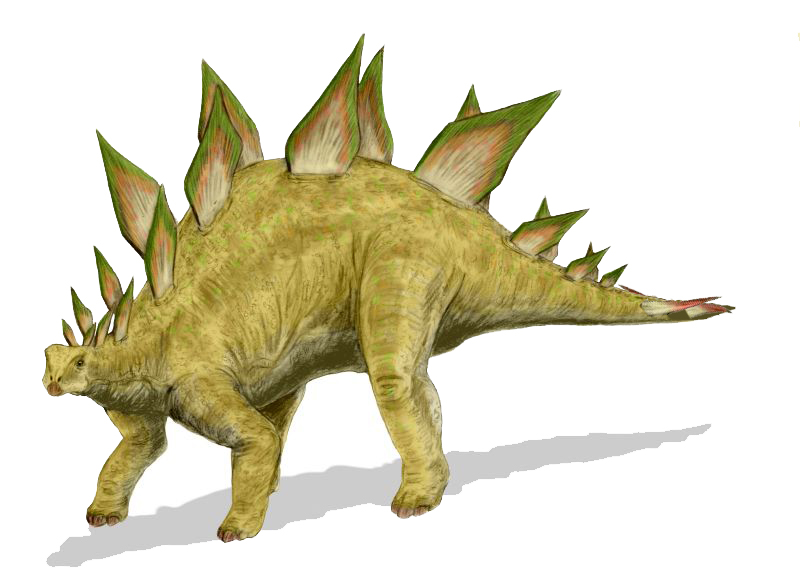
Stegosaurus

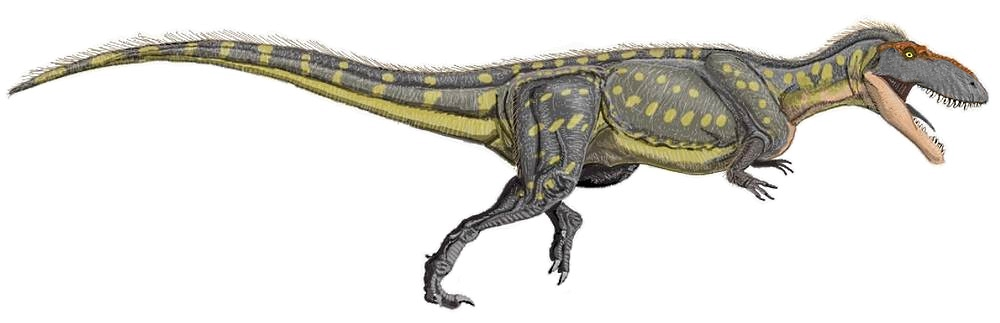
Torvosaurus

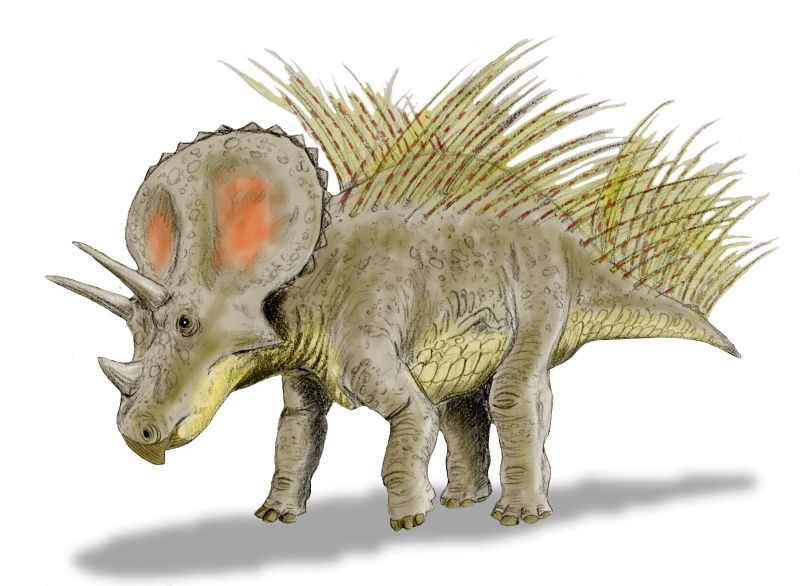
Triceratops

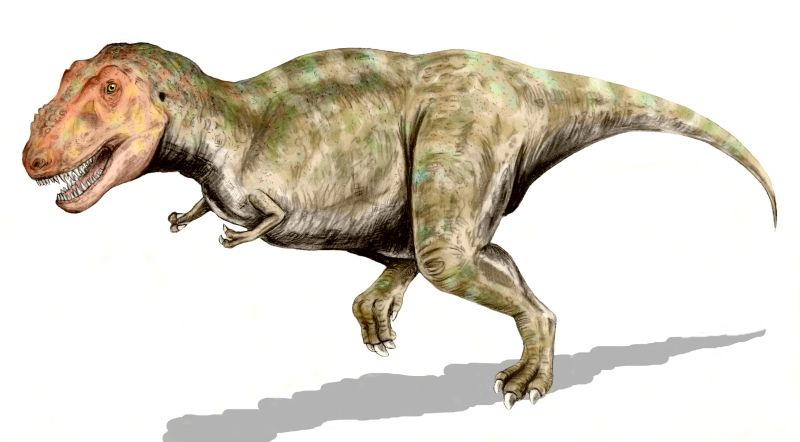
Tyrannosaurus

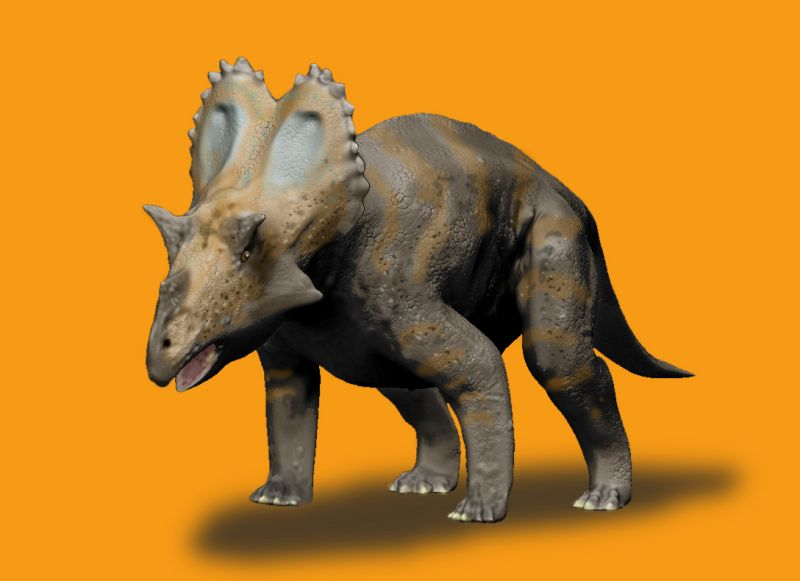
Utahceratops

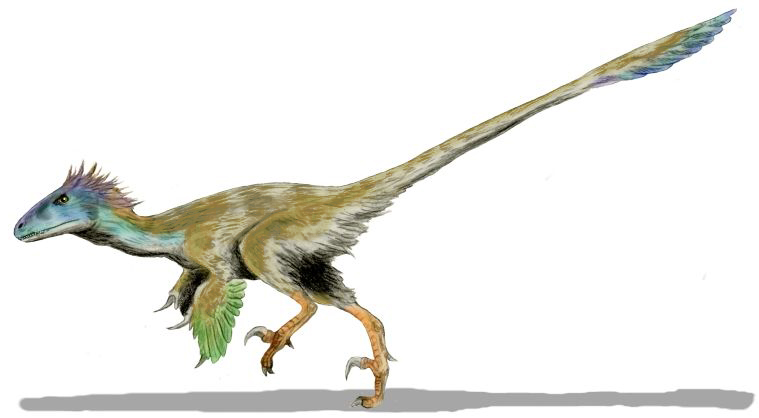
Utahraptor

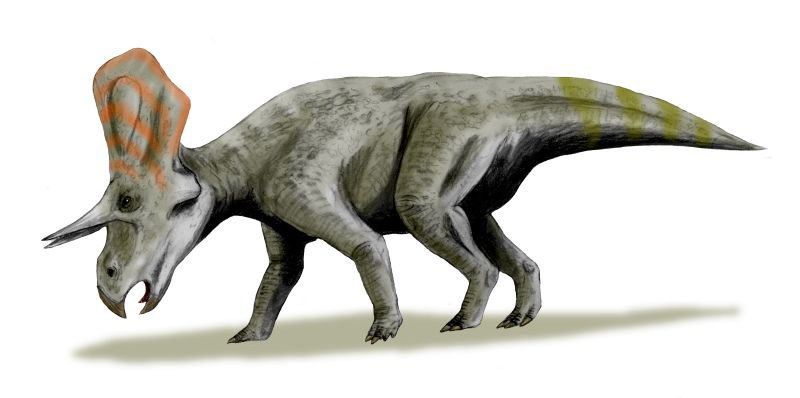
Zuniceratops

Esta é uma lista de dinossauros cujos restos foram recuperados na América do Norte. A América do Norte tem um rico registro fóssil de dinossauros com grande diversidade. Isto não pode significar que os dinossauros eram mais diversificados ou abundantes; pode ser simplesmente porque os recursos substanciais têm sido mais dedicados ao registro fóssil da América do Norte.
Durante o período Triássico, dinossauros como o Coelophysis, Chindesaurus, Gojirasaurus e Tawaviveram na América do Norte. Fósseis de Tawa também foram encontrados na América do Sul, que tem indicações importantes sobre a paleogeografia. Durante o período Jurássico Inferior, os dinossauros, como Dilophosaurus, Anchisaurus, Ammosaurus, Megapnosaurus (anteriormente conhecido como Syntarsus) e o Scutellosaurus viveram na América do Norte. Este último se acredita ter sido o ancestral de todos os Stegosauria e os Ankylosauria. O Jurássico Médio é o único período de tempo mal representado na América do Norte, apesar de várias localidades do Jurássico Médio são conhecidos do México. Pegadas, cascas de ovos, dentes e fragmentos de ossos representando terópodes, saurópodes e ornitópodes foram encontrados, mas nenhum deles é de diagnóstico para o nível de gênero.
O Jurássico Superior na América do Norte, no entanto, é exatamente o oposto do Jurássico Médio. O Jurássico Superior pode ser encontrado na Formação Morrison e em vários estados dos Estados Unidos, incluindo Colorado, Utah, Wyoming, Montana, Novo México, Oklahoma, Dakota do Sul e Texas. É notável como sendo a única fonte mais fértil de fósseis de dinossauros do mundo. A lista dos dinossauros da Formação Morrison é impressionante. Entre os terópodes, Allosaurus, Saurophaganax, Torvosaurus, Ceratosaurus, Coelurus, Ornitholestes, Tanycolagreus, Stokesosaurus e Marshosaurus. Uma abundância de saurópodes forram encontrados lá, incluindo Apatosaurus, Diplodocus, Barosaurus, Brachiosaurus, Camarasaurus e Amphicoelias que é, possivelmente, o maior dinossauro conhecido que já existiu. Dois gêneros de Stegosauria: Stegosaurus e Hesperosaurus, foram encontrados lá. Finalmente, ornitópodes encontrados na Formação Morrison incluem Dryosaurus, Camptosaurus, Drinker, Othnielia e Othnielosaurus.
Durante o Cretáceo Inferior, os novos dinossauros evoluíram para substituir os antigos. Saurópodes ainda estavam presentes, mas não eram tão diversos como eram no período Jurássico. Terópodes do Cretáceo Inferior da América do Norte incluem dromeossaurídeos como Deinonychus, Utahraptor, Acrocanthosaurus e Microvenator. Saurópodes incluído Astrodon, Brontomerus e Sauroposeidon. Ornitísquios eram mais diversificados do que eram no período Jurássico. Tenontosaurus, Hypsilophodon, Iguanodon, Protohadros e Eolambia são alguns dos ornitópodes que viveram durante este período de tempo. Anquilossauro substituiu seus primos o estegossauro no Cretáceo. Anquilossauros do Cretáceo Inferior da América do Norte incluem Sauropelta e Gastonia. Therizinosauridae como Falcarius também são conhecidos do Cretáceo Inferior da América do Norte.
Finalmente, o período Cretáceo Superior, é a maior abundância e diversidade de dinossauros de todos os tempos que viveram na América do Norte. Durante a primeira parte do Cretáceo Superior, o Therizinosauridae Nothronychus e o ceratopsia Zuniceratops viviam lá. Durante a fase do Campaniano do Cretáceo Superior, uma enorme diversidade de dinossauros é conhecido. Terópodes incluiu os tiranossauros Albertosaurus, Gorgosaurus, Daspletosaurus, Teratophoneus, Bistahieversor e Appalachiosaurus, e os dromeossaurídeos Dromaeosaurus, Saurornitholestes, Atrociraptor e Bambiraptor. Ceratópsios, tais como Pachyrhinosaurus, Styracosaurus, Centrosaurus, Monoclonius, Brachyceratops, Pentaceratops e Leptoceratops. Entre os hadrossauros, Hypacrosaurus, Gryposaurus, Kritosaurus, Parasaurolophus, Corythosaurus, Lambeosaurus, Saurolophus e Prosaurolophus. Durante o último Cretáceo, da idade Maastrichtiano, a diversidade de dinossauros não era tão grande como o estágio anterior do Campaniano. Dinossauros herbívoros na América do Norte a partir deste período incluem o saurópode titanosauria Alamosaurus, os ceratópsios Triceratops e Torosaurus, os paquicefalossauros Pachycephalosaurus, Stygimoloch, Dracorex e Stegoceras, e o hadrossauro Edmontosaurus. Dinossauros predadores deste período incluem os Tyrannosauridae Tyrannosaurus, Dryptosaurus e Nanotyrannus (que pode ser apenas um jovem do antigo) e o Troodontidae Troodon.

## Lista de dinossauros da América do Norte
| Nome               | Período            | Dieta[1]             | Notas                                                           |
| ------------------ | ------------------ | -------------------- | --------------------------------------------------------------- |
| Abydosaurus        | Cretáceo           | herbívoro            | Último saurópode conhecido até o aparecimento do Alamosaurus    |
| Achelousaurus      | Cretáceo           | herbívoro            | —                                                               |
| Acheroraptor       | Cretáceo           | carnívoro            | Último dromaeosauridae conhecido                                |
| Acristavus         | Cretáceo           | herbívoro            | —                                                               |
| Acrocanthosaurus   | Cretáceo           | carnívoro            | —                                                               |
| Agathaumas         | Cretáceo           | herbívoro            | Duvidoso, consulte o artigo                                     |
| Agujaceratops      | Cretáceo           | herbívoro            | —                                                               |
| Ahshislepelta      | Cretáceo           | herbívoro            | —                                                               |
| Alamosaurus        | Cretáceo           | herbívoro            | —                                                               |
| Alaskacephale      | Cretáceo           | herbívoro            | —                                                               |
| Albertaceratops    | Cretáceo           | herbívoro            | —                                                               |
| Albertonykus       | Cretáceo           | carnívoro/insetívoro | —                                                               |
| Albertosaurus      | Cretáceo           | carnívoro            | —                                                               |
| Aletopelta         | Cretáceo           | herbívoro            | —                                                               |
| Allosaurus         | Jurássico          | carnívoro            | —                                                               |
| Ammosaurus         | Jurássico          | herbívoro/onívoro    | —                                                               |
| Amphicoelias       | Jurássico          | herbívoro            | —                                                               |
| Anasazisaurus      | Cretáceo           | herbívoro            | —                                                               |
| Anatotitan         | Cretáceo           | herbívoro            | —                                                               |
| Anchiceratops      | Cretáceo           | herbívoro            | —                                                               |
| Anchisaurus        | Jurássico          | herbívoro            | —                                                               |
| Angulomastacator   | Cretáceo           | herbívoro            | —                                                               |
| Animantarx         | Cretáceo           | herbívoro            | —                                                               |
| Ankylosaurus       | Cretáceo           | herbívoro            | —                                                               |
| Antrodemus         | Jurássico          | carnívoro            | Provavelmente sinônimo de Allosaurus, consulte o artigo         |
| Apatodon           | (desconhecido)     | (desconhecido)       | Altamente duvidoso, consulte o artigo                           |
| Apatosaurus        | Jurássico          | herbívoro            | Anteriormente conhecido como Brontosaurus                       |
| Appalachiosaurus   | Cretáceo           | carnívoro            | —                                                               |
| Arkansaurus        | Cretáceo           | carnívoro            | —                                                               |
| Arrhinoceratops    | Cretáceo           | herbívoro            | —                                                               |
| Astrodon           | Cretáceo           | herbívoro            | —                                                               |
| Astrophocaudia     | Cretáceo           | herbívoro            | —                                                               |
| Atlantosaurus      | Jurássico          | herbívoro            | —                                                               |
| Atrociraptor       | Cretáceo           | carnívoro            | —                                                               |
| Aublysodon         | Cretáceo           | carnívoro            | —                                                               |
| Avaceratops        | Cretáceo           | herbívoro            | —                                                               |
| Bambiraptor        | Cretáceo           | carnívoro            | —                                                               |
| Barosaurus         | Jurássico          | herbívoro            | —                                                               |
| Beelemodon         | Jurássico          | (desconhecido)       | —                                                               |
| Bistahieversor     | Cretáceo           | carnívoro            | —                                                               |
| Brachiosaurus      | Jurássico/Cretáceo | herbívoro            | —                                                               |
| Brachyceratops     | Cretáceo           | herbívoro            | Somente fósseis jovens encontrados até agora                    |
| Brachylophosaurus  | Cretáceo           | herbívoro            | —                                                               |
| Brontomerus        | Cretáceo           | herbívoro            | —                                                               |
| Brontoraptor       | Jurássico          | carnívoro            | —                                                               |
| Camarasaurus       | Jurássico          | herbívoro            | —                                                               |
| Camposaurus        | Triássico          | carnívoro            | Duvidoso, consulte o artigo                                     |
| Camptosaurus       | Jurássico          | herbívoro            | —                                                               |
| Capitalsaurus      | Cretáceo           | carnívoro            | —                                                               |
| Caseosaurus        | Triassic           | carnívoro            | —                                                               |
| Cedarosaurus       | Cretáceo           | herbívoro            | —                                                               |
| Cedarpelta         | Cretáceo           | herbívoro            | —                                                               |
| Cedrorestes        | Cretáceo           | herbívoro            | —                                                               |
| Centrosaurus       | Cretáceo           | herbívoro            | Não deve ser confundido com Kentrosaurus                        |
| Cerasinops         | Cretáceo           | herbívoro            | —                                                               |
| Ceratops           | Cretáceo           | herbívoro            | —                                                               |
| Ceratosaurus       | Jurássico          | carnívoro            | —                                                               |
| Chasmosaurus       | Cretáceo           | herbívoro            | —                                                               |
| Chindesaurus       | Triássico          | carnívoro            | —                                                               |
| Chirostenotes      | Cretáceo           | carnívoro            | —                                                               |
| Cionodon           | Cretáceo           | herbívoro            | —                                                               |
| Claorhynchus       | Cretáceo           | herbívoro            | Duvidoso, consulte o artigo                                     |
| Claosaurus         | Cretáceo           | herbívoro            | —                                                               |
| Coahuilaceratops   | Cretáceo           | herbívoro            | —                                                               |
| Coelophysis        | Triássico          | carnívoro            | —                                                               |
| Coelurus           | Jurássico          | carnívoro            | —                                                               |
| Colepiocephale     | Cretáceo           | herbívoro            | —                                                               |
| Comanchesaurus     | Triássico          | (desconhecido)       | —                                                               |
| Coronosaurus       | Cretáceo           | herbívoro            | —                                                               |
| Corythosaurus      | Cretáceo           | herbívoro            | —                                                               |
| Daemonosaurus      | Triássico          | carnívoro            | —                                                               |
| Dakotadon          | Cretáceo           | herbívoro            | —                                                               |
| Daspletosaurus     | Cretáceo           | carnívoro            | —                                                               |
| Deinodon           | Cretáceo           | carnívoro            | Duvidoso, consulte o artigo                                     |
| Deinonychus        | Cretáceo           | carnívoro            | —                                                               |
| Diabloceratops     | Cretáceo           | herbívoro            | —                                                               |
| Diclonius          | Cretáceo           | herbívoro            | —                                                               |
| Dilophosaurus      | Jurássico          | carnívoro            | —                                                               |
| Diplodocus         | Jurássico          | herbívoro            | —                                                               |
| Diplotomodon       | Cretáceo           | carnívoro            | —                                                               |
| Dracorex           | Cretáceo           | herbívoro            | —                                                               |
| Drinker            | Jurássico          | herbívoro            | —                                                               |
| Dromaeosaurus      | Cretáceo           | carnívoro            | —                                                               |
| Dromiceiomimus     | Cretáceo           | carnívoro (?)        | —                                                               |
| Dryosaurus         | Jurássico          | herbívoro            | —                                                               |
| Dryptosaurus       | Cretáceo           | carnívoro            | —                                                               |
| Dyoplosaurus       | Cretáceo           | herbívoro            | —                                                               |
| Dysganus           | Cretáceo           | herbívoro            | —                                                               |
| Dyslocosaurus      | Jurássico          | herbívoro            | —                                                               |
| Dystrophaeus       | Jurássico          | herbívoro            | —                                                               |
| Edmarka            | Jurássico          | carnívoro            | —                                                               |
| Edmontonia         | Cretáceo           | herbívoro            | —                                                               |
| Edmontosaurus      | Cretáceo           | herbívoro            | —                                                               |
| Einiosaurus        | Cretáceo           | herbívoro            | —                                                               |
| Eobrontosaurus     | Jurássico          | herbívoro            | —                                                               |
| Eolambia           | Cretáceo           | herbívoro            | —                                                               |
| Eotriceratops      | Cretáceo           | herbívoro            | —                                                               |
| Epanterias         | Jurássico          | carnívoro            | —                                                               |
| Epichirostenotes   | Cretáceo           | carnívoro            | —                                                               |
| Euoplocephalus     | Cretáceo           | herbívoro            | —                                                               |
| Falcarius          | Cretáceo           | (disputado)          | Aparentemente, no curso de mudança de carnívoro para herbívoro  |
| Fruitadens         | Jurássico          | onívoro              | —                                                               |
| Gargoyleosaurus    | Jurássico          | herbívoro            | —                                                               |
| Gastonia           | Cretáceo           | herbívoro            | —                                                               |
| Geminiraptor       | Cretáceo           | onívoro              | —                                                               |
| Glishades          | Cretáceo           | herbívoro            | —                                                               |
| Glyptodontopelta   | Cretáceo           | herbívoro            | —                                                               |
| Gojirasaurus       | Triássico          | carnívoro            | —                                                               |
| Gorgosaurus        | Cretáceo           | carnívoro            | —                                                               |
| Gravitholus        | Cretáceo           | herbívoro            | —                                                               |
| Gryphoceratops     | Cretáceo           | herbívoro            | —                                                               |
| Gryposaurus        | Cretáceo           | herbívoro            | —                                                               |
| Hadrosaurus        | Cretáceo           | herbívoro            | —                                                               |
| Hagryphus          | Cretáceo           | carnívoro            | —                                                               |
| Hanssuesia         | Cretáceo           | herbívoro            | —                                                               |
| Haplocanthosaurus  | Jurássico          | herbívoro            | —                                                               |
| Hesperonychus      | Cretáceo           | carnívoro            | —                                                               |
| Hesperosaurus      | Jurássico          | herbívoro            | —                                                               |
| Hippodraco         | Cretáceo           | herbívoro            | —                                                               |
| Hoplitosaurus      | Cretáceo           | herbívoro            | —                                                               |
| Huehuecanauhtlus   | Cretáceo           | herbívoro            | —                                                               |
| Hypacrosaurus      | Cretáceo           | herbívoro            | —                                                               |
| Hypsibema          | Cretáceo           | herbívoro            | —                                                               |
| Iguanacolossus     | Cretáceo           | herbívoro            | —                                                               |
| Jeyawati           | Cretáceo           | herbívoro            | —                                                               |
| Kaatedocus         | Jurássico          | herbívoro            | —                                                               |
| Kayentavenator     | Jurássico          | carnívoro            | —                                                               |
| Koparion           | Jurássico          | (desconhecido)       | —                                                               |
| Kosmoceratops      | Cretáceo           | herbívoro            | —                                                               |
| Kritosaurus        | Cretáceo           | herbívoro            | —                                                               |
| Labocania          | Cretáceo           | carnívoro            | —                                                               |
| Lambeosaurus       | Cretáceo           | herbívoro            | —                                                               |
| Laosaurus          | Jurássico/Cretáceo | herbívoro            | —                                                               |
| Latirhinus         | Cretáceo           | herbívoro            | —                                                               |
| Leptoceratops      | Cretáceo           | herbívoro            | —                                                               |
| Lophorhothon       | Cretáceo           | herbívoro            | —                                                               |
| Madsenius          | Jurássico          | carnívoro            | —                                                               |
| Magnapaulia        | Cretáceo           | herbívoro            | —                                                               |
| Magulodon          | Cretáceo           | herbívoro            | —                                                               |
| Maiasaura          | Cretáceo           | herbívoro            | —                                                               |
| Marshosaurus       | Jurássico          | carnívoro            | —                                                               |
| Martharaptor       | Cretáceo           | carnívoro            | —                                                               |
| Megapnosaurus      | Jurássico          | carnívoro            | Anteriormente conhecido como Syntarsus                          |
| Medusaceratops     | Cretáceo           | herbívoro            | —                                                               |
| Microcephale       | Cretáceo           | herbívoro            | —                                                               |
| Microvenator       | Cretáceo           | carnívoro            | —                                                               |
| Moabosaurus        | Cretáceo           | herbívoro            | —                                                               |
| Mojoceratops       | Cretáceo           | herbívoro            | —                                                               |
| Monoclonius        | Cretáceo           | herbívoro            | —                                                               |
| Montanoceratops    | Cretáceo           | herbívoro            | —                                                               |
| Mymoorapelta       | Jurássico          | herbívoro            | —                                                               |
| Naashoibitosaurus  | Cretáceo           | herbívoro            | —                                                               |
| Nanosaurus         | Jurássico          | herbívoro (?)        | —                                                               |
| Nanotyrannus       | Cretáceo           | carnívoro            | —                                                               |
| Nedcolbertia       | Cretáceo           | (desconhecido)       | —                                                               |
| Nedoceratops       | Cretáceo           | herbívoro            | —                                                               |
| Niobrarasaurus     | Cretáceo           | herbívoro            | —                                                               |
| Nodocephalosaurus  | Cretáceo           | herbívoro            | —                                                               |
| Nodosaurus         | Cretáceo           | herbívoro            | —                                                               |
| Nothronychus       | Cretáceo           | herbívoro            | —                                                               |
| Ojoceratops        | Cretáceo           | herbívoro            | —                                                               |
| Ojoraptorsaurus    | Cretáceo           | carnívoro            | —                                                               |
| Orcomimus          | Cretáceo           | carnívoro            | —                                                               |
| Ornatotholus       | Cretáceo           | herbívoro            | —                                                               |
| Ornitholestes      | Jurássico          | carnívoro            | —                                                               |
| Ornithomimus       | Cretáceo           | herbívoro            | —                                                               |
| Orodromeus         | Cretáceo           | herbívoro            | —                                                               |
| Oryctodromeus      | Cretáceo           | herbívoro            | —                                                               |
| Osmakasaurus       | Cretáceo           | herbívoro            | —                                                               |
| Othnielia          | Jurássico          | herbívoro            | —                                                               |
| Othnielosaurus     | Jurássico          | herbívoro/onívoro    | —                                                               |
| Pachycephalosaurus | Cretáceo           | herbívoro            | —                                                               |
| Pachyrhinosaurus   | Cretáceo           | herbívoro            | —                                                               |
| Palaeopteryx       | Jurássico          | (desconhecido)       | Duvidoso, consulte o artigo                                     |
| Palaeoscincus      | Cretáceo           | herbívoro            | —                                                               |
| Paluxysaurus       | Cretáceo           | herbívoro            | —                                                               |
| Panoplosaurus      | Cretáceo           | herbívoro            | —                                                               |
| Parasaurolophus    | Cretáceo           | herbívoro            | —                                                               |
| Parksosaurus       | Cretáceo           | herbívoro            | —                                                               |
| Paronychodon       | Cretáceo           | carnívoro            | —                                                               |
| Pawpawsaurus       | Cretáceo           | herbívoro            | —                                                               |
| Peloroplites       | Cretáceo           | herbívoro            | —                                                               |
| Pentaceratops      | Cretáceo           | herbívoro            | —                                                               |
| Planicoxa          | Cretáceo           | herbívoro            | —                                                               |
| Pleurocoelus       | Cretáceo           | herbívoro            | —                                                               |
| Podokesaurus       | Jurássico          | carnívoro            | —                                                               |
| Polyonax           | Cretáceo           | herbívoro            | —                                                               |
| Prenoceratops      | Cretáceo           | herbívoro            | —                                                               |
| Priconodon         | Cretáceo           | herbívoro            | —                                                               |
| Propanoplosaurus   | Cretáceo           | herbívoro            | —                                                               |
| Prosaurolophus     | Cretáceo           | herbívoro            | —                                                               |
| Protoavis          | Cretáceo           | (desconhecido)       | Duvidoso, consulte o artigo                                     |
| Protohadros        | Cretáceo           | herbívoro            | —                                                               |
| Pteropelyx         | Cretáceo           | herbívoro            | —                                                               |
| Richardoestesia    | Cretáceo           | carnívoro            | —                                                               |
| Rubeosaurus        | Cretáceo           | herbívoro            | —                                                               |
| Sarahsaurus        | Jurássico          | onívoro              | —                                                               |
| Saurolophus        | Cretáceo           | herbívoro            | —                                                               |
| Sauropelta         | Cretáceo           | herbívoro            | —                                                               |
| Saurophaganax      | Jurássico          | carnívoro            | Possivelmente, o maior predador terrestre do Jurássico Superior |
| Sauroposeidon      | Cretáceo           | herbívoro            | —                                                               |
| Saurornitholestes  | Cretáceo           | carnívoro            | —                                                               |
| Scelidosaurus      | Jurássico          | herbívoro            | —                                                               |
| Scutellosaurus     | Jurássico          | herbívoro            | —                                                               |
| Segisaurus         | Jurássico          | carnívoro            | —                                                               |
| Seitaad            | Jurássico          | onívoro              | —                                                               |
| Silvisaurus        | Cretáceo           | herbívoro            | —                                                               |
| Sonorasaurus       | Cretáceo           | herbívoro            | —                                                               |
| Sphaerotholus      | Cretáceo           | herbívoro            | —                                                               |
| Spinops            | Cretáceo           | herbívoro            | —                                                               |
| Stegoceras         | Cretáceo           | herbívoro            | —                                                               |
| Stegopelta         | Cretáceo           | herbívoro            | —                                                               |
| Stegosaurus        | Jurássico          | herbívoro            | —                                                               |
| Stokesosaurus      | Jurássico          | carnívoro            | —                                                               |
| Struthiomimus      | Cretáceo           | herbívoro/onívoro    | —                                                               |
| Stygimoloch        | Cretáceo           | herbívoro            | —                                                               |
| Styracosaurus      | Cretáceo           | herbívoro            | —                                                               |
| Supersaurus        | Jurássico          | herbívoro            | —                                                               |
| Suuwassea          | Jurássico          | herbívoro            | —                                                               |
| Talos              | Cretáceo           | carnívoro/onívoro    | —                                                               |
| Tanycolagreus      | Jurássico          | carnívoro            | —                                                               |
| Tatankacephalus    | Cretáceo           | herbívoro            | —                                                               |
| Tatankaceratops    | Cretáceo           | herbívoro            | —                                                               |
| Tawa               | Triássico          | carnívoro            | —                                                               |
| Tenontosaurus      | Cretáceo           | herbívoro            | —                                                               |
| Teratophoneus      | Cretáceo           | carnívoro            | —                                                               |
| Texacephale        | Cretáceo           | herbívoro            | —                                                               |
| Texasetes          | Cretáceo           | herbívoro            | —                                                               |
| Theiophytalia      | Cretáceo           | herbívoro            | —                                                               |
| Thescelosaurus     | Cretáceo           | herbívoro            | —                                                               |
| Thespesius         | Cretáceo           | herbívoro            | —                                                               |
| Tichosteus         | Jurássico          | herbívoro            | —                                                               |
| Titanoceratops     | Cretáceo           | herbívoro            | —                                                               |
| Torosaurus         | Cretáceo           | herbívoro            | —                                                               |
| Torvosaurus        | Jurássico          | carnívoro            | —                                                               |
| Trachodon          | Cretáceo           | herbívoro            | Duvidoso, consulte o artigo                                     |
| Triceratops        | Cretáceo           | herbívoro            | —                                                               |
| Troodon            | Cretáceo           | carnívoro            | Inclui os Stenonychosaurus, Polyodontosaurus e Pectinodon       |
| Tyrannosaurus      | Cretáceo           | carnívoro            | —                                                               |
| Unescoceratops     | Cretáceo           | herbívoro            | —                                                               |
| Utahceratops       | Cretáceo           | herbívoro            | —                                                               |
| Utahraptor         | Cretáceo           | carnívoro            | —                                                               |
| Uteodon            | Jurássico          | herbívoro            | —                                                               |
| Vagaceratops       | Cretáceo           | herbívoro            | —                                                               |
| Velafrons          | Cretáceo           | herbívoro            | —                                                               |
| Venenosaurus       | Cretáceo           | herbívoro            | —                                                               |
| Wyomingraptor      | Jurássico          | carnívoro            | —                                                               |
| Xenoceratops       | Cretáceo           | herbívoro            | —                                                               |
| Zephyrosaurus      | Cretáceo           | herbívoro            | —                                                               |
| Zuniceratops       | Cretáceo           | herbívoro            | —                                                               |

## Legenda
| Nomen dubium |
| Inválido     |
| Nomen nudum  |

## Cronologia
Esta é uma linha do tempo dos dinossauros selecionados da lista acima. O tempo é medido em milhões de anos atrás ao longo do eixo-x.

## Critérios para inclusão
- A criatura deve aparecer na lista de dinossauros.
- Fósseis da criatura devem ser encontrados na América do Norte.
- Esta lista é um complemento da Categoria:Dinossauros da América do Norte.